# Podkhrebtovoie
Podkhrebtovoie - Подхребтовое (rus) és un poble del krai de Krasnodar, a Rússia. Es troba als vessants meridionals de l'extrem oest del Caucas occidental, al curs alt del riu Netxepsukho. És a 31 km al nord de Tuapsé i a 74 km al sud de Krasnodar.
Pertany al possiólok de Novomikhàilovski.